# Ростверк

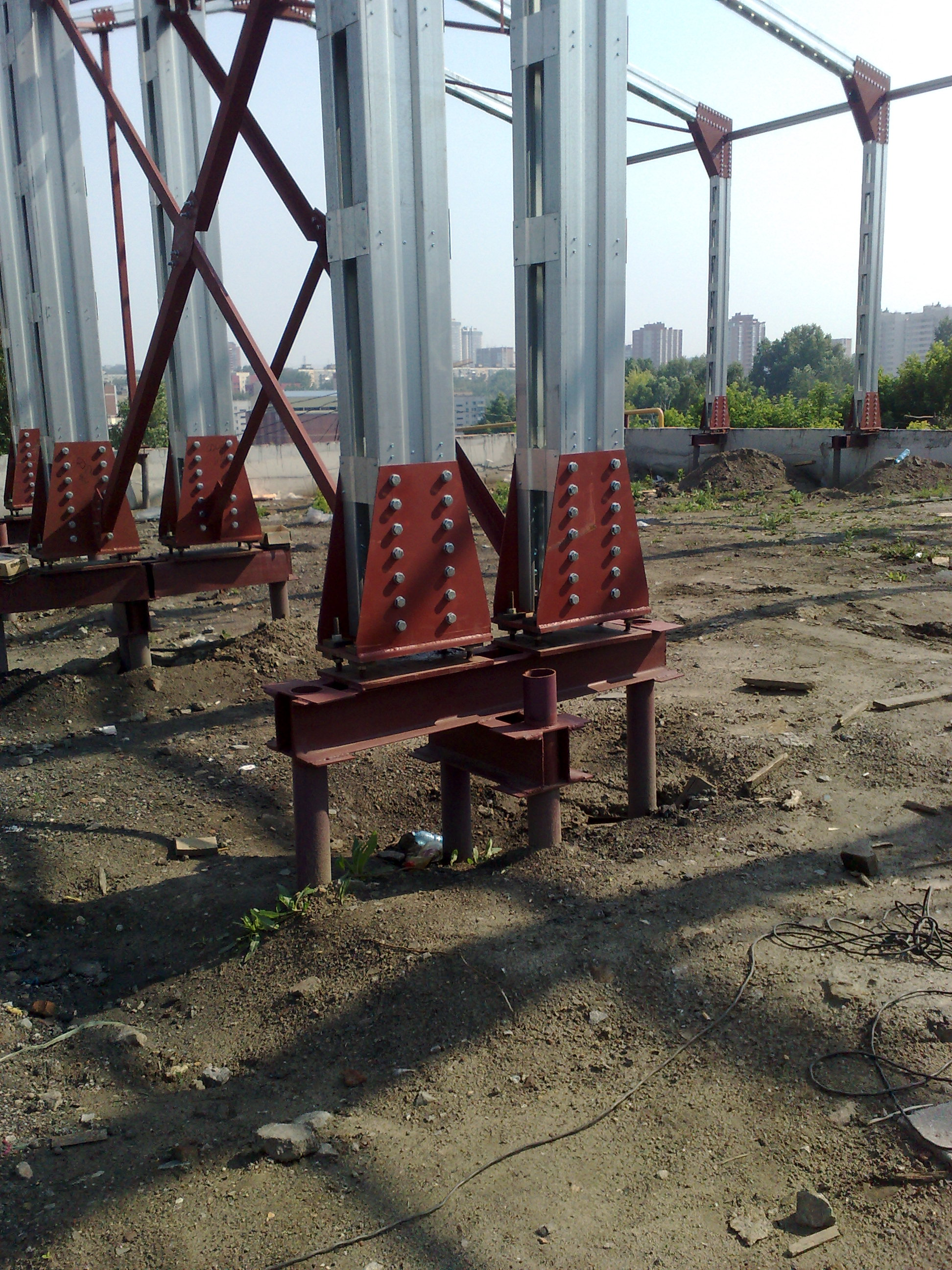
Четырёхсвайный стальной ростверк

Ро́стверк (нем. Rostwerk, от Rost — решётка и Werk — строение) — верхняя часть свайного фундамента, распределяющая нагрузку от несущих элементов здания или сооружения.
Название «ростверк» возникло в связи с применявшейся ранее конструкцией, имевшей вид решётки из деревянных брусьев, по которой укладывался дощатый настил.

## Описание

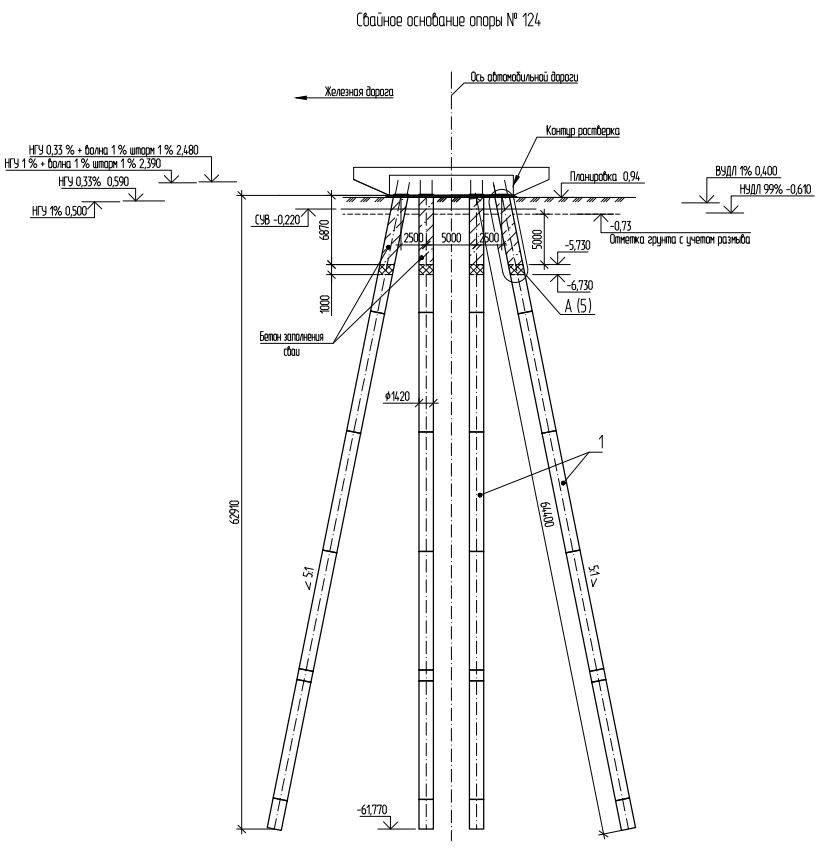
Ростверк на прямых и наклонных сваях

Ростверк — элемент свайного фундамента, опирающийся на одиночную сваю, «свайный куст» (две и более сваи) или «свайное поле», и выполняется в виде обвязочных балок, перекрёстных лент или плит, объединяющих оголовки столбов (свай) и служащих опорной конструкцией для возводимых выше несущих элементов здания или сооружения.
Ростверк называется высоким, если он расположен значительно выше уровня грунта или воды (например, в причальных сооружениях портов), повышенным, когда его подошва совпадает с отметкой планировки грунта и низким, когда он заглублён в грунт (например, в фундаментах жилых и промышленных зданий).
Ростверк может иметь жёсткое или шарнирное соединение со сваями, согласно принятым проектным решениям для конкретного объекта. При жёстком соединении заделка выпусков сваи — ненапряжённых анкерных арматурных стержней или арматурного каркаса — либо головы сваи выполняется на глубину заделки арматуры в тело ростверка, либо производится сварка стальных элементов закладных деталей, при этом сам ростверк рассчитывается на продавливание. При шарнирном соединении заделка выпусков или головы сваи производится без расчёта на выдёргивание на глубину 150 мм для предотвращения скольжения по грунту.
При сопряжении ростверков со сборными железобетонными колоннами проектом предусматриваются сборные ростверки стаканного типа с подколонником или без него, с монолитными железобетонными колоннами — монолитные бетонные или железобетонные ростверки, со стальными колоннами — любого типа, крепление колонн к ростверкам выполняется с помощью анкерных болтов.
В высотных зданиях (небоскрёбах) ростверками называют решётчатые пространственные конструкции, расположенные вверху здания и/или на некоторых промежуточных этажах, которые служат для повышения пространственной жёсткости здания и более равномерного распределения нагрузок между вертикальными несущими конструкциями (колоннами, стенами и т. п.). Ростверки также используются для опоры на них или подвешивания к ним конструкций нескольких этажей зданий ствольной конструктивной системы (с «ядрами жёсткости»). В этом случае ростверк является консольной конструкцией. Используется также термин «аутригер-ростверк».
Материалом для ростверка в современном строительстве служат преимущественно бетон (в том числе фибробетон либо железобетон, сборный или монолитный), реже — дерево и металл.
Большеразмерный плитный ростверк под нагрузки от тяжёлого здания или сооружения рассчитывается на изгиб и на продавливание колонны и угловой сваи, высота плитной части ростверка определяется из расчёта возможности восприятия ей поперечных сил.

### Нормативная литература
- Пособие к СНиП 2.03.01-84 // Пособие по проектированию железобетонных ростверков свайных фундаментов под колонны зданий и сооружений. — М.: ЦИТП Госстроя СССР, 1985.
- СП 24.13330.2011 // Свайные фундаменты. Актуализированная редакция СНиП 2.02.03-85. — 2011.

### Техническая литература
- Меделевич И. Р. Плотницкие и столярные работы. — М.: Стройиздат, 1950. — 320 с.
- Беленя Е. Н., Стрелецкий Н. Н. и др. Металлические конструкции. Специальный курс. — 2-е, перераб. и доп.. — М.: Стройиздат, 1982. — С. 286—289.
- Ростверк // Большая советская энциклопедия : [в 30 т.] / гл. ред.  А. М. Прохоров. — 3-е изд. — М. : Советская энциклопедия, 1969—1978.